# A-L-X
A-L-X (Alex Gardner（アレックス・ガードナー）、1991年7月23日 - )は、スコットランドの男性歌手である。

## 略歴
バイオリニストの母親とメタルバンド、マインド・セット・ア・スレットのボーカル兼ギタリストである兄のアダム・ガードナーを家族に持ち、音楽に囲まれて幼少期を過ごす。
5歳の時からピアノを習い始めたが6歳の時にやめ、10歳の頃からはギターに親しみ、16歳で高校を中退した後、ロンドンで音楽活動を開始した。また、13歳の頃に書いた「アイム・ノット・マッド」は手直しされた後に彼のファーストシングルとして発売され、全英44位、スコットランドでは21位のスマッシュヒットとなる。

### 2010–12: デビュー
2010年3月29日、ガードナーはファーストシングルの「アイム・ノット・マッド」をイギリスとスコットランドで発売、GMTVやディス・モーニングなどのTV番組で同曲を披露した。
セカンドシングルとして「フィーリング・フィアー」を同年9月27日に発売したが、イギリスで140位に終わる。
アルバムプロモーションとして同年11月から始まったピクシー・ロットのツアーに同行したが、アルバムの発売自体がなかったこととなり、ガードナーはレーベルを離れた。

### 2014年-現在: A-L-Xとしての活動開始
2014年、ガードナーはTwitter上で今後はA-L-Xとして活動していくことを発表、シングル「ビューティフル・クリミナル」はBBCでもフィーチャーされた。
2015年4月6日にはA-L-X名義としては初のEP作品「タイムボム」を発表、多くの音楽愛好家から評価を得て、新たなファン層を拡大している。

## ディスコグラフィー

### EP
- アレックス・ガードナー（2010／イタリア限定）
- タイムボム（2015）

### シングル
- アイム・ノット・マッド（2010）
- フィーリング・フィアー（2010）
- ビューティフル・クリミナル（2014）
- アルーア（2014）
- トライド・ラブ（2015）